# Výzkumná stanice travinářská
Výzkumná stanice travinářská v Rožnově-Zubří (VST) patří k nejstarším pícninářským ústavům v Evropě. Vznikla v roce 1920 jako výraz snahy zvýšit úroveň hospodaření na  loukách a pastvinách  v podhorské oblasti. Zásluhou pracoviště došlo k nebývalému rozvoji nového odvětví  "travního semenářství" na Valašsku, ve východních Čechách a na jihozápadní Moravě. Vznik  ojedinělého  komplexu  šlechtění,  semenářství, čistění a  obchodu výrazně  ovlivnil v údobí mezi válkami hospodářské i sociální podmínky regionu. Na popud stanice bylo založeno ve 30. letech minulého století Sdružení množitelů travních semen a ČSR se stala významným vývozcem travních i jetelových semen. Tvůrčí úsilí bylo korunováno v roce 1940 povolením 15 „Rožnovských" odrůd.
V poválečných letech došlo ke  změně koncepce  činnosti stanice:  důraz byl kladen  na  otázky  výzkumu  a  využití  genových  zdrojů  trav  a zavádění  travního  semenářství  do velkovýrobních  podmínek.  Pokračovalo  také  šlechtění,  jehož  výsledkem  bylo  uznání  5 nových odrůd (kostřava červená Valaška, lipnice hajní Dekora, lipnice smáčknutá Razula, medyněk vlnatý Hola a psárka luční Zuberská): V letech 1977 až 1994 byla  stanice  začleněna  do  podniku  Oseva.  V  roce  1994  byla  stanice  privatizována a je součástí OSEVY PRO s.r.o. (http://www.oseva.cz) Od roku 2002 sídlí ve VST Zubří i dceřiná společnost OSEVA vývoj a výzkum s.r.o. (http://oseva-vav.cz) 
Výzkumná stanice Rožnov, působící od roku 1982 v Zubří, se v současnosti zabývá studiem a hodnocením genových zdrojů trav pro zemědělské i technické účely včetně jejich konzervace, s cílem vybrat vhodné donory cenných vlastností  pro šlechtění. Na pracovišti byly rovněž zkoumány vhodné metodické postupy při tvorbě mezirodových kříženců pomocí techniky tkáňových kultur. Stanice navrhuje,  na základě svých vlastních pokusů, nové technologické postupy ve výrobě travních semen (zakládání, výživa, ochrana včetně využití morforegulátorů). Současně  je  ověřována  výkonnost  nově  vyšlechtěných odrůd po stránce pícninářské v monokulturách i ve směsích. V posledních letech se stanice zabývá i možnostmi energetického využití trav.